# Ісаак Ліхаджі
Ісаак Ліхаджі (фр. Isaac Lihadji, нар. 10 квітня 2002, Марсель, Франція) — французький футболіст коморського походження, нападник англійського «Сандерленда».

## Ігрова кар'єра

### Клубна
Іссак Ліхаджі народився у місті Марсель і гратиу футбол починав у місцевому клубі «Олімпік». Свою першу гру на професійному рівні футболіст провів у вересні 2019 року, коли вийшов на заміну у матчі Ліги 1 проти «Діжона». В основі «Олімпіка» Ісаак провів лише два поєдинки і через рік перейшов до складу «Лілля». З яким вже у першому сезоні виграв чемпіонський титул та Суперкубок країни.
На почтаку 2023 року футболіст залишив французький чемпіонат і приєднався до клубу англійського Чемпіоншипа «Сандерленда». Першим часом футболіст мав труднощі у спілкуванні через незнання англійської мови. Дебютував у складі «Сандерленда» Ліхаджі у лютому 2023 року у поєдинку проти «Редінга».

### Збірна
Ісаак Діхаджі має коморське коріння але на міжнародному рівні представляє Францію. Він захищав кольори юнацьких збірних цієї країни всіх вікових категорій.
Влітку 2021 року Ісаак Ліхаджі був у заявці олімпійської збірної Франції на Іграх у Токіо. Але на полі тоді нападник не з'являвся.

## Титули
Лілль
 Чемпіон Франції: 2020/21
 Переможець Суперкубка Франції: 2021
Франція (U-17)
 Бронзовий призер чемпіонату світу (U-17): 2019